# Mullinavat
Mullinavat (irisch Muileann an Bhata, deutsch: Mühle des Stocks) ist ein Dorf im County Kilkenny im mittleren Süden der Republik Irland und hat 210 Einwohnern nach der Volkszählung 2022. 

## Lage
Mullinavat liegt im Süden des Grafschaft Kilkenny und am Kilkenny Blackwater. Die M9 führt von Dublin kommend nach Waterford im Osten an der Ortschaft vorbei. Durch die Ortschaft selbst verläuft die R448 von Waterford nach Thomastown und Carlow und weiter nach Naas. Die R704 führt nach New Ross. 
Der Bahnhof an der Bahnstrecke Dublin–Waterford ist seit 1963 geschlossen.
Nahe der Ortschaft liegt der Tory Hill, der sich mit einer Höhe von 290 m aus der Landschaft erhebt.
Der Poulanassy Wasserfall befindet sich vier Kilometer westlich von Mullinavat.

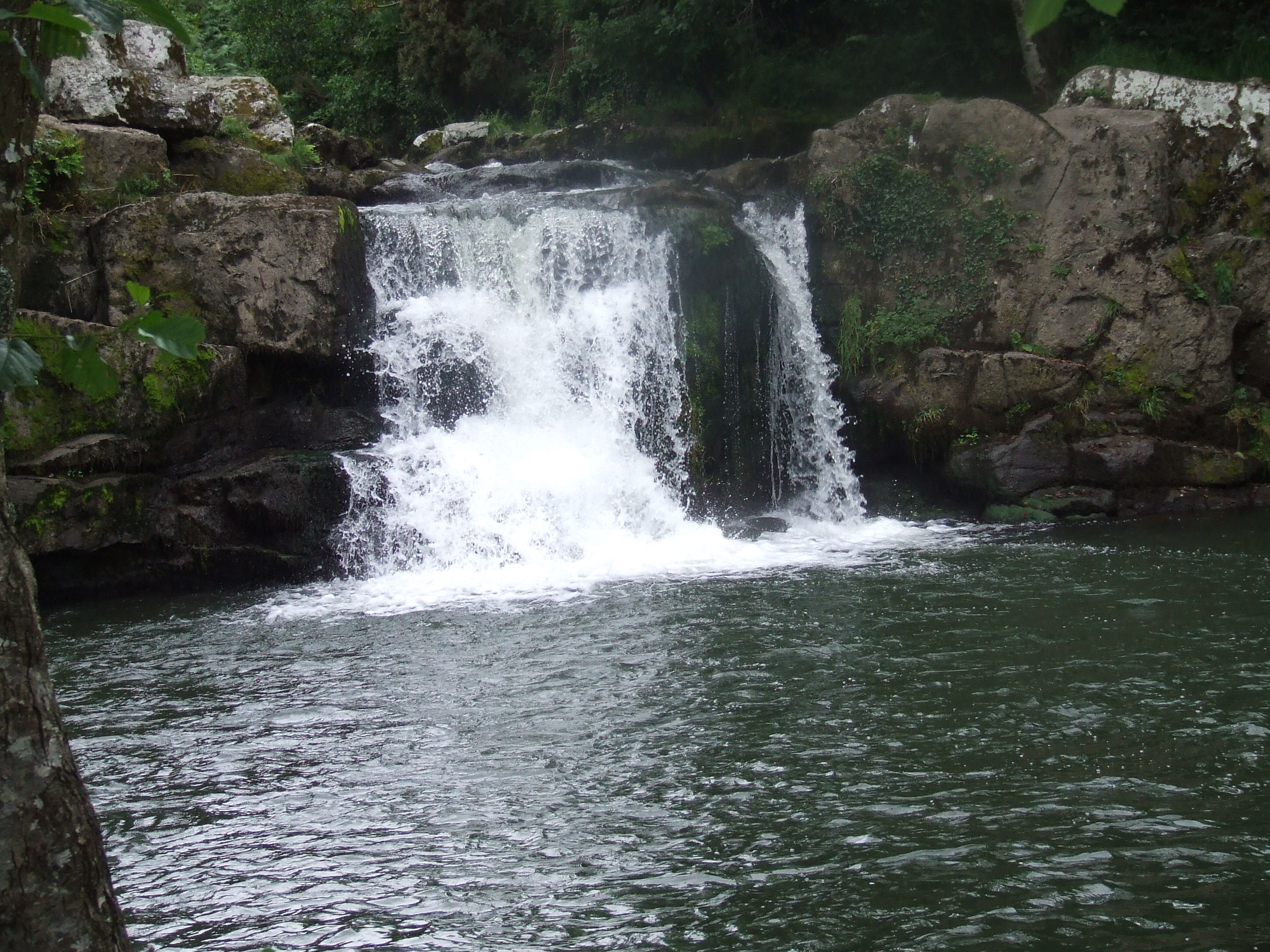
Wasserfall von Pollanassa

## Geschichte
Die frühe Besiedlung der Gegend wird durch mehrere Megalithanlagen (Dolmen von Kilmogue, The Three Friars und das Court Tomb von Farnogue) dokumentiert. 
Südwestlich von Mullinavat liegen die Reste von Clonassy Castle. Die Burg wurde Ende des 17. Jahrhunderts aufgegeben. Es sind nur noch Reste des Fundaments zu sehen.
Im 19. Jahrhundert wurden die Säge- und die Getreidemühle errichtet, sie sind noch heute zu sehen. 1890 wurde die katholische St. Beacon’s Church errichtet.